# Таріко Рустам Васильович
Рустам Васильович Таріко (17 березня 1962 року, Мензелинськ, Татарська АРСР, СРСР) — російський підприємець. Власник холдингу «Російський Стандарт» (великий виробник горілки ТОВ «Російський Стандарт Горілка», ЗАТ «Банк Російський Стандарт», ЗАТ «Російський Стандарт Страхування» та ін).

## Біографія
Рустам Таріко народився 17 березня 1962 року в місті Мензелинськ Татарської АРСР.
У 1989 році закінчив Московський інститут інженерів транспорту (МІІТ).
З 1988 року по 1990 рік — співробітник турагентства «Бізнес-Тур».
З 1990 року по 1992 рік — консультант італійських компаній Ferrero і Martini & Rossi.
У 1992 році заснував компанію ROUST Inc., яка торгувала спиртними напоями Martini, Smirnoff, Johnnie Walker і іншими. Потім — президент 3АТ «Руст-Інк». До 1995 вибудував загальноросійську збутову мережу.
В 1998 році створив компанію «Російський Стандарт».
На початку 1999 року придбав «Агроопторгбанк», 22 липня того ж року перейменований в ЗАТ «Банк Російський Стандарт».
У 2000 році закінчив бізнес-школу INSEAD Executive School (Франція)
У грудні 2006 року купив інтернет-домени Vodka.com і Vodka.ru для міжнародного просування горілки та бренду «Російський Стандарт». Перший був придбаний у американської компанії Nett Corp. (при посередництві брокера Sedo.com, що входить у німецьку групу United Internet AG) за $3 млн, другий — у Артемія Лебедєва за $50 тис.
Займає посаду голови ради директорів ЗАТ «Банк Російський Стандарт».

## Родина
Виховує трьох дітей: двох дочок-близнят (Анна і Єва, рід. 18 листопада 2003 р.) і сина (Динар Абдуллін), рід. 2007 р.).

## Рейтинги
2004 рік
У рейтингу журналу «Фінанс» від 16 лютого займав 91-е місце з 154-х російських рублевих мільярдерів з капіталом $150 млн (4,3 млрд рублів за курсом ЦБ РФ на 23 січня 2004 року ($1 = 28,7 рубля)).
За версією російського видання журналу Forbes на 15 квітня займав 86-е місце в «Золотій сотні» (100 найбагатших бізнесменів Росії) зі статком $280 млн.
2005 рік
У рейтингу журналу «Фінанс» від 7 лютого займав 41-е місце з 468-мі російських рублевих мільярдерів з капіталом $870 млн (24,5 млрд рублів за курсом ЦБ РФ на 20 січня 2005 року ($1 = 28,16 рубля)).
За версією російського видання журналу Forbes на 28 березня займав 35-е місце в «Золотій сотні» (100 найбагатших бізнесменів Росії) зі статком $830 млн.
2006 рік
У рейтингу журналу «Фінанс» від 13 лютого займав 45-е місце з 720-ти російських рублевих мільярдерів з капіталом $1,16 млрд (33,4 млрд рублів за курсом ЦБ РФ на 31 грудня 2005 року ($1 = 28,78 рубля)).
За версією журналу Forbes на початок березня займав 410-е місце з 793-х світових доларових мільярдерів із станом $1,9 млрд.
За версією російського видання журналу Forbes на 24 березня займав 31-е місце в «Золотій сотні» (100 найбагатших бізнесменів Росії) зі статком $2 млрд.
У вересні увійшов в рейтинг найбільш екстравагантних мільярдерів світу, складений Financial Times, як «найкращий організатор вечірок».
2007 рік
У рейтингу журналу Фінанс від 12 лютого займав 27-е місце з 500 російських рублів мільярдерів (в рейтинг увійшли бізнесмени, стан яких перевищує 2,4 млрд рублів)з капіталом $4,3 млрд (114,3 млрд рублів за курсом ЦБ РФ на 15 січня 2007 року ($1 = 26,58 рубля)) і 1-е місце з 20-ти найбагатших self-made man підприємців Росії.
За версією журналу Forbes на 8 березня займав 150-е місце з 946-ти світових доларових мільярдерів із станом $5,4 млрд.
За версією російського видання журналу Forbes на 19 березня займав 19-е місце в «Золотій сотні» (100 найбагатших бізнесменів Росії) зі статком $5,5 млрд.
2008 рік
У рейтингу журналу «Фінанс» від 18 лютого займав 33-е місце з 500 російських рублів мільярдерів (в рейтинг увійшли бізнесмени, стан яких перевищує 3,7 млрд рублів)з капіталом $5,7 млрд (139,7 млрд рублів за курсом ЦБ РФ на 18 січня 2008 року ($1 = 24,5 рубля))
За версією журналу Forbes на 5 березня займав 307-е місце із 1125-ти світових доларових мільярдерів із станом $3,5 млрд.
За версією російського видання журналу Forbes на 14 березня займав 36-е місце в «Золотій сотні» (100 найбагатших бізнесменів Росії) зі статком $ 3,5 млрд.
8 квітня увійшов в рейтинг 110-та світових доларових мільярдерів-холостяків, складений журналом Forbes.
25 вересня потрапив у рейтинг «ТОП-1000 російських менеджерів» («Рейтинг вищих керівників», категорія «Бізнес-лідери»), складений «Асоціацією менеджерів Росії» та ВД «Коммерсантъ».
2009 рік
За підсумками 2008 року в списку мільярдерів журналу Forbes оцінив стан підприємця в $1,1 млрд.
2010 рік
За підсумками 2009 року в списку мільярдерів журналу Forbes оцінив стан підприємця в $1,4 млрд.
2011 рік
Володіючи особистим статком $1,9 млрд, у 2011 році зайняв 51 місце в списку 200 найбагатших бізнесменів Росії (за версією журналу Forbes)
2013 рік
Особистий статок скоротився до $1,75 млрд у 2013 році, і згідно з рейтингом журналу Forbes зайняв 60 місце в списку 200 найбагатших бізнесменів Росії (за версією журналу Forbes)

## Захоплення, придбання
14 лютого 2008 року на благодійному «Love ball» («Бал любові»), організованому Наталією Водяновою в музеї-садибі «Царицино» в Москві, Рустам Таріко за €320 000 набув право назвати ім'ям подруги рожеву орхідею, відкриту на Мадагаскарі у 2007 році.